# Ernst von Trautson
Ernst von Trautson (Vienna, 26 dicembre 1633 – Vienna, 7 gennaio 1702) è stato un vescovo cattolico austriaco.

## Biografia
Ernst von Trautson discendeva da una famiglia nobile tedesca e godeva dei titoli di conte imperiale di Falkenstein, barone di Sprechen e Schrofenstein, signore di Matray, Kaya, Laa an der Thaya, Neuschloss e Sankt Pölten. Era figlio del conte Johann Franz von Trautson (1609–1663) e della sua seconda moglie, Maximiliana Walburga di Hohenzollern-Hechingen. Suo fratellastro era dunque Johann Leopold von Trautson.
Intrapresi gli studi ecclesiastici, si applicò in filosofia e teologia all'Università Gregoriana di Roma, divenendo in seguito canonico a Salisburgo e Strasburgo.
L'imperatore Leopoldo I d'Asburgo lo nominò nel 1685 vescovo di Vienna, ricevendo la consacrazione il 28 ottobre di quell'anno. Le vittorie del principe Eugenio di Savoia sui Turchi diedero modo al Trautson di inaugurare un periodo di pace per la Chiesa austriaca, continuando la ristrutturazione delle chiese, in particolare ricostruendo quelle distrutte dagli attacchi dei Turchi sferrati a Vienna nell'invasione del 1683, costruendo anche nuovi altari all'interno del duomo di Santo Stefano. Si interessò molto anche di storia e di araldica, ricopiando accuratamente nel cosiddetto "Manoscritto di Trautson" molti stemmi ecclesiastici delle chiese viennesi.
Nel luglio del 1701 accolse tra i propri coadiutori Franz Anton von Harrach (suo successore alla sua morte).

## Genealogia episcopale
La genealogia episcopale è:
- Cardinale Tolomeo Gallio
- Vescovo Cesare Speciano
- Patriarca Andrés Pacheco
- Cardinale Agostino Spinola
- Cardinale Giulio Cesare Sacchetti
- Cardinale Ciriaco Rocci
- Cardinale Carlo Carafa della Spina, C.R.
- Cardinale Francesco Bonvisi
- Vescovo Ernst von Trautson